# Coelotes icohamatus
Coelotes icohamatus là một loài nhện trong họ Amaurobiidae.
Loài này thuộc chi Coelotes. Coelotes icohamatus được miêu tả năm 1991 bởi Zhu & Jia-Fu Wang.